# Camarillas
Camarillas – gmina w Hiszpanii, w prowincji Teruel, w Aragonii, o powierzchni 50,55 km². W 2011 roku gmina liczyła 117 mieszkańców.